# Стоун-Стэнтон, Гэйл
Гэйл Сто́ун-Стэ́нтон (англ. Gail Stone-Stanton), урождённая — Бренда Стоун (англ. Brenda Stone); 19 ноября 1954, Мемфис, Теннесси, США — 21 ноября 1996, там же) — американская фотомодель и актриса

.

## Биография
Родилась 19 ноября 1954 года в Мемфисе (штат Теннесси, США).
В июне 1978 года Гэйл снялась для журнала Playboy. В 1984 году снялась в фильме «Как окончить школу» в роли Дикети № 2.
Скончалась спустя 2 дня после своего 42-летия от закупоривания толстой кишки.

## Фильмография
| Год  | Название                                    | Тип   | Роль                          |
| ---- | ------------------------------------------- | ----- | ----------------------------- |
| 1984 | Как окончить школу (англ. Making the Grade) | фильм | Дикети № 2 (англ. Dicette #2) |